# Argüelles (bairro de Madrid)
Argüelles é um dos sete bairros do distrito de Moncloa-Aravaca, em Madrid, Espanha. Tem uma área de 75,47 hectares, e população de 26.148 habitantes. Seus limites são as ruas de Irún, Ferraz, Pintor Rosales, Paseo Moret, Princesa, a Plaza de España e Cuesta de San Vicente 

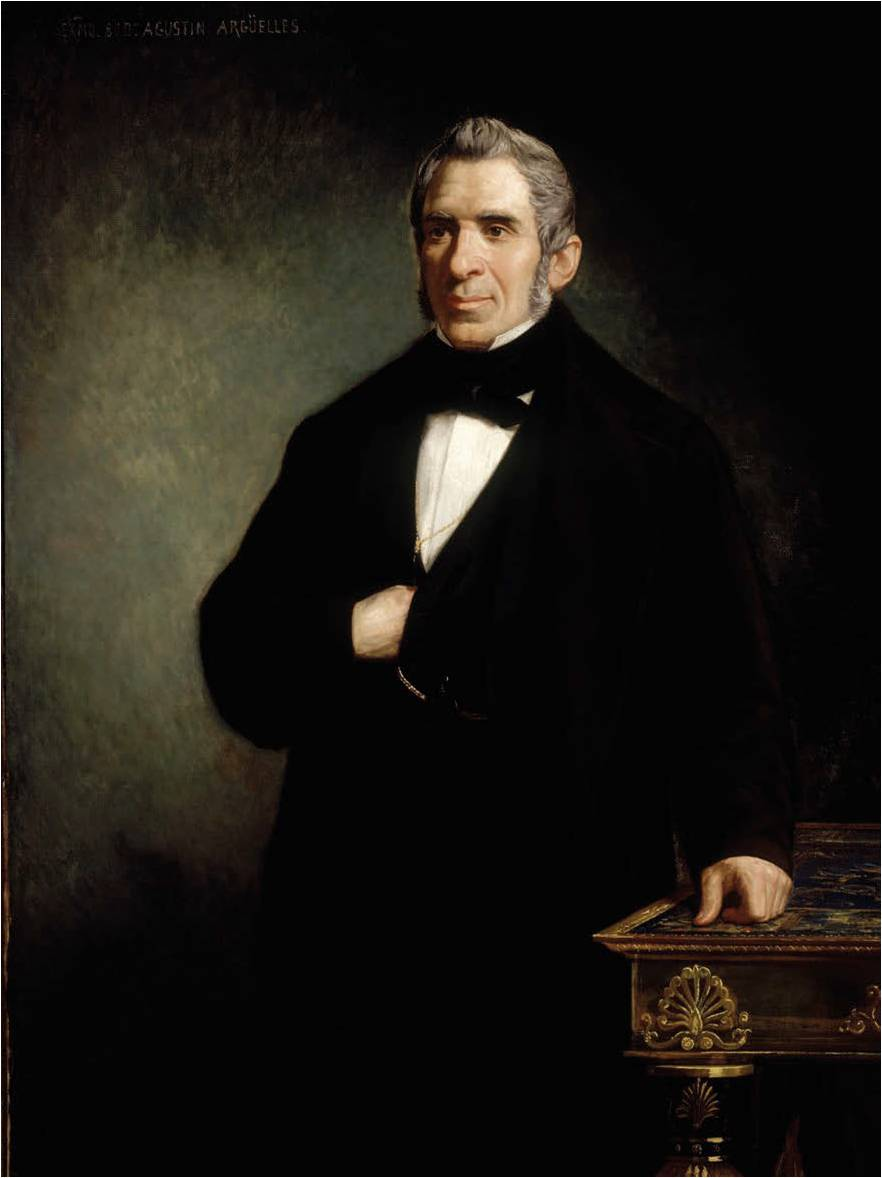
O bairro leva o nome de Agustín Argüelles Álvarez, un político espanhol do século XIX